# Penwith
Penwith (Pennwydh em córnico) é um distrito da Cornualha, com 62.994 habitantes.

## Literatura
- Priestland, Gerald (1992). Postscript: with love to Penwith: two essays in Cornish History; with a foreword by Sylvia Priestland. Col: Patten People, No.5. Newmill, Hayle, Cornwall: The Patten Press. ISBN 1-872229-02-6